# František Hašek
František Hašek (6. října 1796 Mydlovary – 12. srpna 1865 Mydlovary) byl český a rakouský rolník a politik, během revolučního roku 1848 poslanec Říšského sněmu, děd spisovatele Jaroslava Haška.

## Biografie
Jeho první manželkou byla Kateřina Koupalová z mydlovarské sedlácké rodiny, s níž měl šest dětí. Při sedmém porodu, kdy přivedla na svět mrtvé dítě, roku 1836 zemřela. Téhož roku se pak podruhé oženil s Annou Kolářovou.
Během revolučního roku 1848 se zapojil do politiky. Účastnil se bojů na barikádách v Praze. Ve volbách roku 1848 byl zvolen na ústavodárný Říšský sněm. Zastupoval volební obvod České Budějovice-venkov. Profesně se uvádí jako rolník. Na sněmu patřil do bloku pravice, do kterého spadal celý český politický tábor, Národní strana (staročeši).
Literární historik Radko Pytlík ho označuje za hloubavého sedláka a písmáka z Mydlovar.